# Sakwa rowerowa

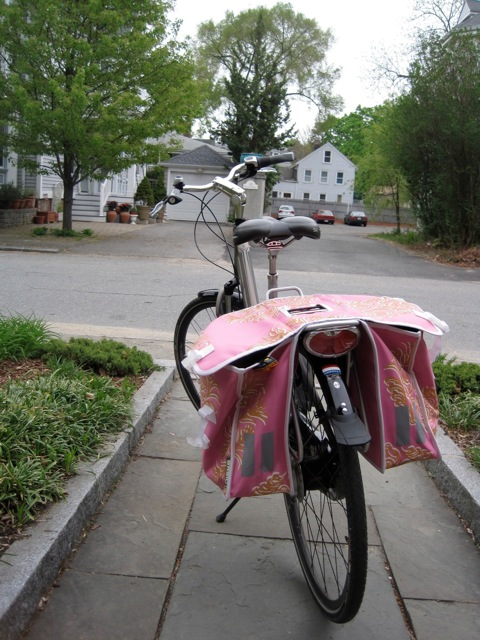
Sakwy rowerowe

Sakwy rowerowe – specjalne torby lub pojemniki mocowane do roweru, służące do przechowywania różnych rzeczy podczas podróży rowerowej. Są bardzo podobne do tych stosowanych w motocyklach, inny jest natomiast materiał, z którego są one wykonywane - zamiast skóry stosuje się lekkie tkaniny, jak np. poliester. W droższych modelach możemy spotkać sakwy wykonane z Cordury czy całkowicie wodoodpornej tkaniny Securo 680.
Sakwy montuje się do bagażników przednich i tylnych.

## Rodzaje sakw rowerowych
1. Sakwy na kierownicę: mocowane do kierownicy roweru, umożliwiają łatwy dostęp do przedmiotów podczas jazdy[2].
2. Sakwy na bagażnik: mocowane zazwyczaj na tylnej lub przedniej kieszeni bagażnika rowerowego. Mogą być pojedyncze lub podwójne, oferując większą pojemność.
3. Sakwy pod siodłem: mocowane pod siodłem rowerowym, są zazwyczaj mniejsze i służą do przechowywania drobnych przedmiotów[3].
4. Plecaki rowerowe: choć nie są bezpośrednio sakwami, plecaki dedykowane do jazdy na rowerze są projektowane z myślą o wygodzie i stabilności podczas jazdy.
5. Koszyki rowerowe: te są zazwyczaj montowane na kierownicy lub na bagażniku przednim lub tylnym. Są przydatne do przewożenia mniejszych przedmiotów, jak zakupy spożywcze, torby na piknik, czy nawet małe zwierzęta[4].

Pojemniki takie mogą wpływać niekorzystnie na prowadzenie roweru, jeśli są źle spakowane lub niepoprawnie przymocowane.